# 王觀成
王觀成（Jeffrey Ong Kuan Seng，1972年4月30日—）是前馬來西亞男子游泳運動員。華英混血兒，出生在馬來西亞檳城。擅長長距離自由泳，連續稱霸四屆東南亞運動會400米和1500米自由泳項目。他在1991年的1500米自由泳全國紀錄至今仍沒有馬來西亞選手能夠超越。

## 個人榮譽
1988年馬來西亞全國最佳男運動員